# Perihan Mağden
Perihan Mağden (* 1960 in Istanbul) ist eine türkische Journalistin und Schriftstellerin.
Mağden ist eine Absolventin des Robert College sowie der Bosporus-Universität, wo sie Psychologie studierte. Von 1997 bis 2009 war sie als Kolumnistin der Zeitung Radikal tätig. Sie lebt gemeinsam mit ihrer Tochter in Istanbul.
Perihan Mağden veröffentlichte bislang sechs Romane, von denen vier auch ins Deutsche übersetzt wurden.

## Auszeichnungen
- 2010: Ali ile Ramazan – Buch des Jahres 2010 in der Türkei

## Werke

### Romane
- 2012: Yıldız Yaralanması
- 2010: Ali ile Ramazan
- 2007: Biz kimden kaçıyorduk Anne?
- 2002: İki genç kızın romanı
- 1994: Refakatçi
- 1991: Haberci çocuk cinayetleri

### Deutsche Übersetzungen
- Ali und Ramazan. Suhrkamp, Berlin 2011, ISBN 978-3-518-46286-7.
- Wovor wir fliehen. Suhrkamp, Berlin 2010, ISBN 978-3-518-46148-8.
- Zwei Mädchen. Istanbul-Story. Suhrkamp, Frankfurt am Main 2008, ISBN 978-3-518-46005-4.
- Botenkindermorde. Babel, München 2001, ISBN 3-928551-92-2.

## Verfilmungen
- Zwei Mädchen aus Istanbul durch Kutluğ Ataman (2005)